# Чак, Сами
Сами Чак, собственно Садамба Ча-Кура (фр. Sami Tchak, Sadamba Tcha-Koura, 1960, Бувунда, Того) — тоголезский писатель, социолог, эссеист, пишет на французском языке.

## Биография
Окончил университет в Ломе, где изучал философию. Три года преподавал в лицее. В 1986 приехал во Францию изучать социологию в Сорбонне, защитил диссертацию в 1993. В 1996 как социолог приехал на Кубу, исследовал проституцию в стране. Открыл для себя Мексику, Колумбию, их культуру и литературу. После 2003 действие его романов происходит в условной Латинской Америке, хотя сквозь неё проступают черты Африки.

## Романы
- Неверная жена/ Femme infidèle, Lomé, Nouvelles Editions Africaines, 1988
- Праздничная площадь/ Place des Fêtes, Paris, Gallimard, 2001
- Hermina, Paris, Gallimard, 2003
- Праздник масок/ La fête des masques, Paris, Gallimard, 2004
- Щенячий рай/ Le paradis des chiots, Paris, Mercure de France, 2006, премия Ахмаду Курумы)
- Девушки Мехико/ Filles de Mexico, Paris, Mercure de France, 2008
- Al Capone le Malien, Paris: Mercure de France, 2011
- Africana. Raccontare il continente al di là degli stereotipi, Chiara Piaggio, Feltrinelli 2021[2].

## Эссе
- Формирование сельской элиты в Буркина-Фасо/ «Formation d’une élite paysanne au Burkina Faso», Paris, L’Harmattan, 1995
- Женская сексуальность в Африке/ «La sexualité féminine en Afrique», Paris, L’Harmattan, 1999
- Проституция на Кубе/ «La prostitution à Cuba: Communisme, ruses et débrouilles», Paris, L’Harmattan,1999 (с предисловием Эдуардо Манета)
- Африка и СПИД/ «L’Afrique à l’épreuve du sida», Paris, L’Harmattan, 2000
- Сексуальность и литература/ Sexualité et écriture. Paris: Adpf, DL 2003

## Признание
Большая литературная премия Чёрной Африки (2004). Романы Сами Чака переведены на немецкий, испанский, итальянский языки.